# Přední Zborovice
Přední Zborovice jsou obec v okrese Strakonice v Jihočeském kraji. Leží necelých pět kilometrů jižně od Strakonic. Žije zde 90 obyvatel.

## Historie
První písemná zmínka o obci pochází z roku 1318.
V roce 2002 obec zasáhly povodně. Jedna polovina obce byla zaplavená, na druhou část, který se nachází v mírných kopcích, voda nedosáhla. Po další, ale mnohem slabší povodni v roce 2009 vznikla na polovině obou stran řeky hráz, která by obec měla ochránit před dalšími povodněmi.

## Přírodní poměry
Obec leží při řece Volyňce v Šumavském podhůří (podcelek Bavorovská vrchovina, rozhraní okrsků Miloňovická pahorkatina a Volyňská vrchovina). Na východní straně se nad Předními Zborovicemi zvedá zalesněný vrch Vlčiny (524 metrů), na straně západní se vypíná taktéž lesnatý vrch Hradiště (604 metrů).

## Obyvatelstvo
| Rok            | 1869 | 1880 | 1890 | 1900 | 1910 | 1921 | 1930 | 1950 | 1961 | 1970 | 1980 | 1991 | 2001 | 2011 | 2021 |
| -------------- | ---- | ---- | ---- | ---- | ---- | ---- | ---- | ---- | ---- | ---- | ---- | ---- | ---- | ---- | ---- |
| Počet obyvatel | 161  | 165  | 152  | 161  | 155  | 162  | 169  | 156  | 168  | 133  | 115  | 88   | 65   | 92   | 94   |
| Počet domů     | 25   | 25   | 28   | 28   | 28   | 29   | 30   | 67   | 39   | 39   | 39   | 40   | 43   | 49   | 52   |

## Obecní správa
Mezi lety 1850–1886 Přední Zborovice patřily jako osada obce k Radošovicím v okrese Strakonice. V letech 1887–1963 byly obcí. V letech 1964–1973 patřily jako část obce k Strunkovicím nad Volyňkou. Od 1. ledna 1974 do 23. listopadu 1990 patřily znovu jako část obce k Radošovicím a od 24. listopadu 1990 jsou opět samostatnou obcí.

### Obecní symboly
Dne 25. dubna 2018 bylo schváleno usnesením výboru pro vědu, vzdělání, kulturu, mládež a tělovýchovu udělení znaku a vlajky obce. Znak a vlajka byly obci uděleny rozhodnutím předsedy Poslanecké sněmovny Parlamentu České republiky dne 3. května 2018.

## Doprava
Východním okrajem vesnice souběžně probíhají silnice I/4, (v tomto úseku spojující Strakonice a Volyni) a železniční trať Strakonice–Volary; nachází se zde železniční zastávka Přední Zborovice.

## Pamětihodnosti
- Boží muka
- Tři pamětní kapličky
- Park s pamětními Zborovickými lipami. Dvojice lip, které byly v roce 2004 vyhlášeny památnými stromy, se nalézá v levobřežní části obce, u kapličky asi 150 metrů severně od mostu přes Volyňku.[9]
- Bývalý kamenný mlýn č.p. 9, v současnosti penzion

## Galerie

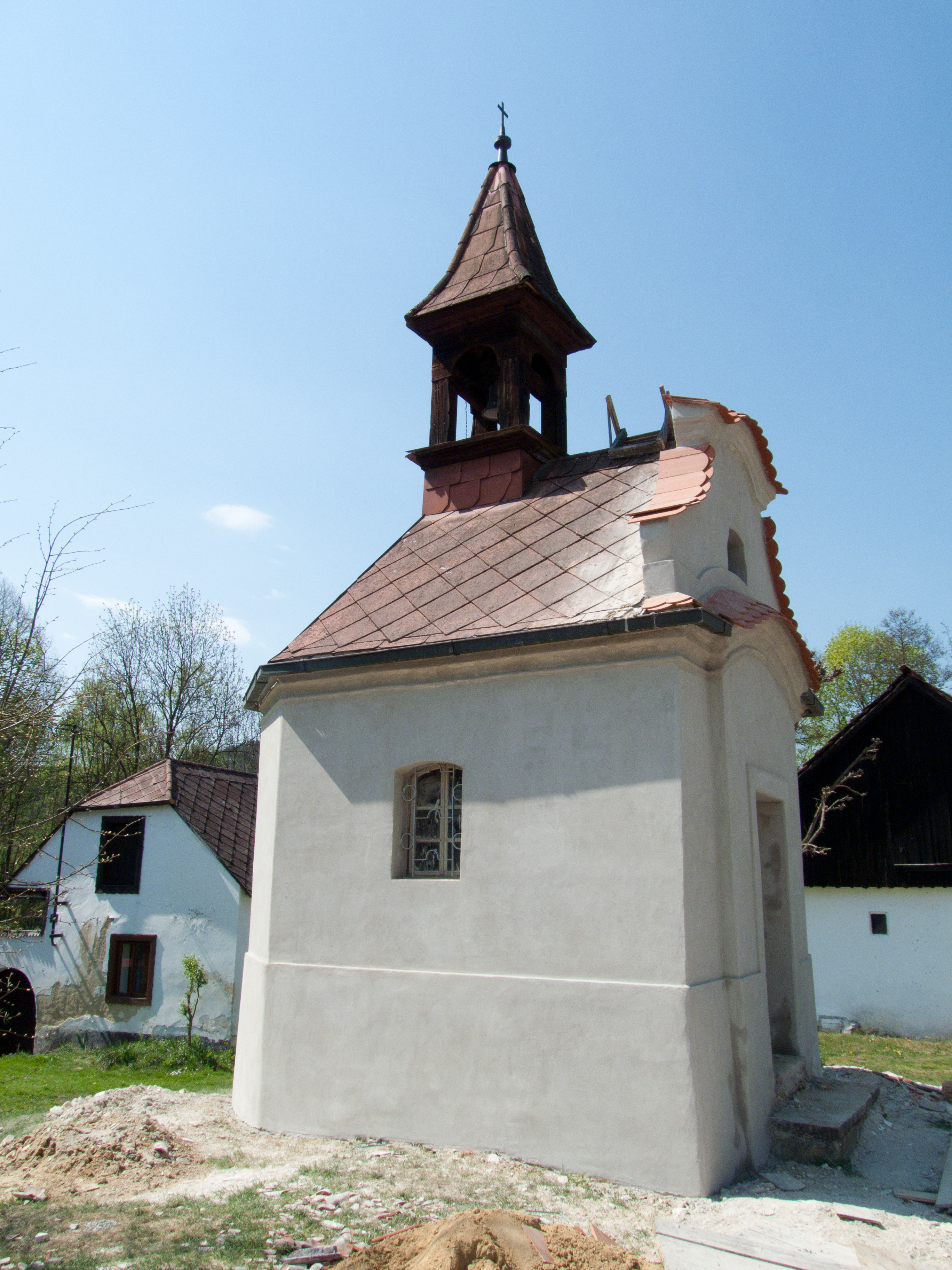
Kaple
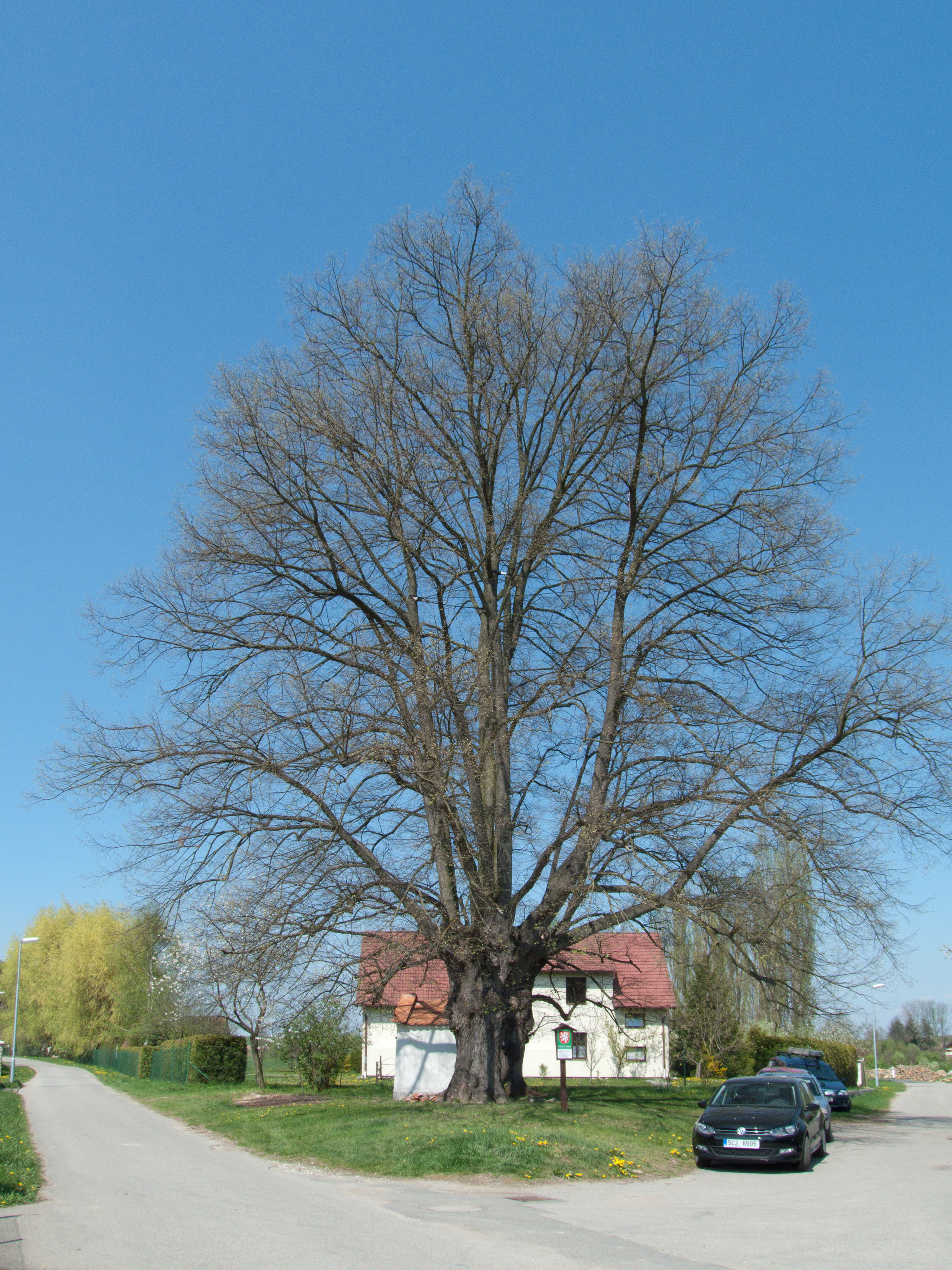
Památná lípa
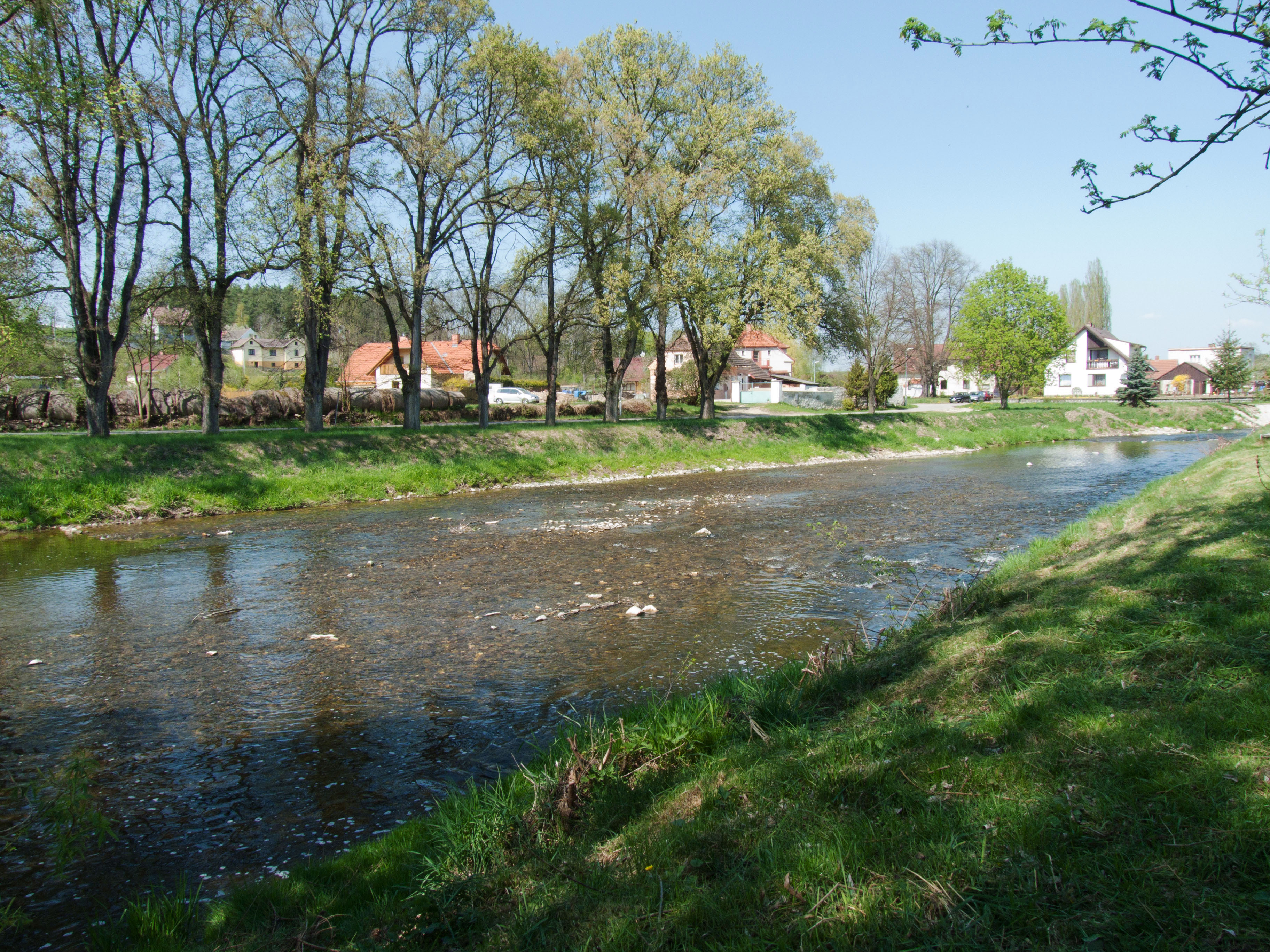
Řeka Volyňka v obci
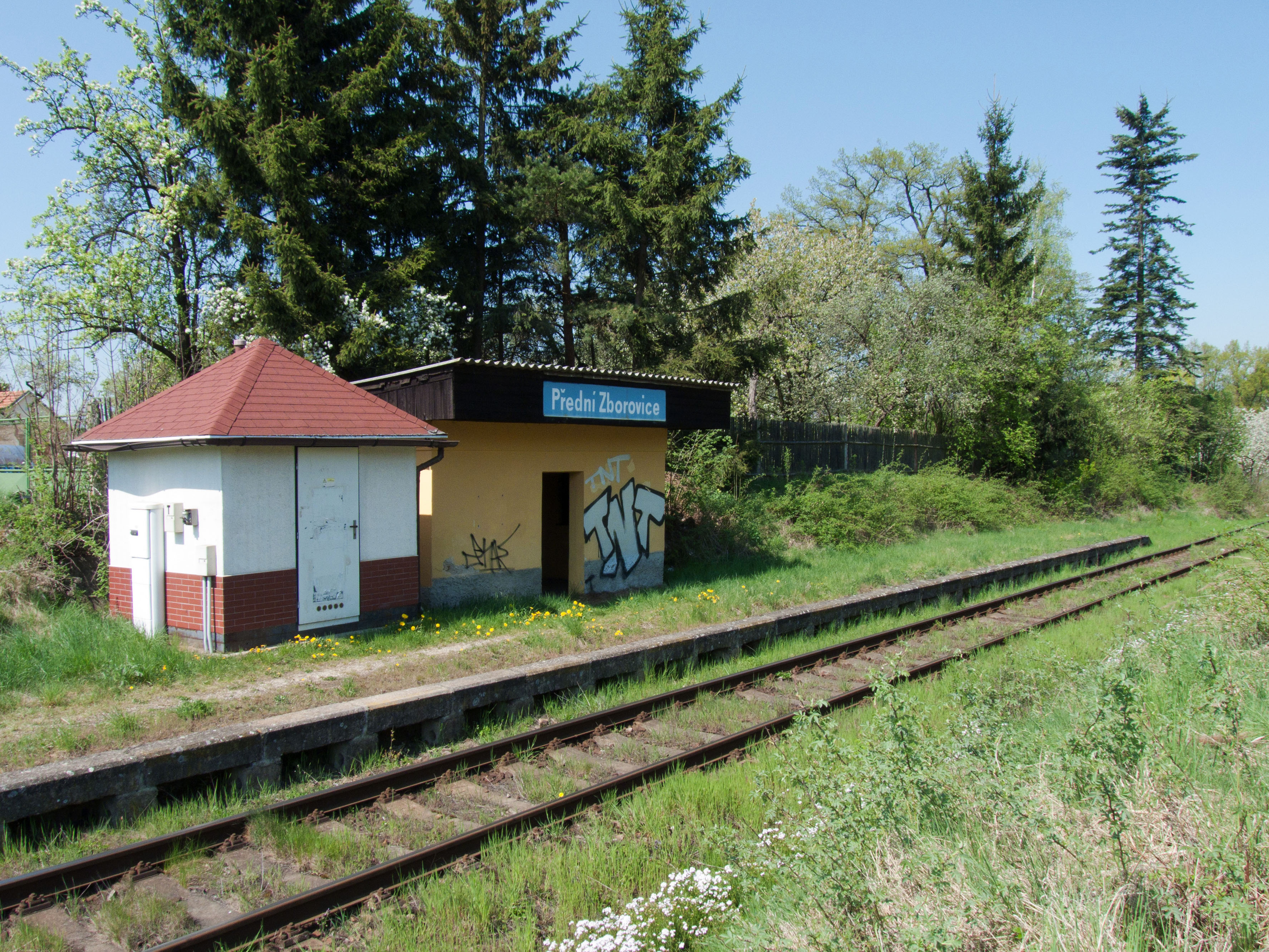
Železniční zastávka